# Kim Yoon-man
Kim Yoon-man, né le 25 février 1973, est un patineur de vitesse sud-coréen.

## Biographie
En début de carrière, Kim est titré sur 500 m aux Championnats du monde juniors, puis lors des Jeux olympiques d'hiver de 1992 disputés à Albertville, il obtient la médaille d'argent du 1 000 mètres, devenant le premier sud-coréen à atteindre le podium olympique en patinage de vitesse. Durant l'hiver 1994-1995, il agrandit son palmarès par plusieurs victoires en Coupe du monde et la médaille d'or aux Championnats du monde de sprint de Milwaukee. Il se retire de la compétition après les Jeux olympiques de Nagano en 1998.

## Palmarès
- Jeux olympiques d'hiver
  -  Médaille d'argent aux Jeux d'Albertville 1992 sur 1 000 mètres

- Championnats du monde de sprint
  -  Médaille d'or en 1995 à Milwaukee

- Coupe du monde
  - Deuxième du 1 000 m en 1994-1995
  - 4 victoires.